# Nisga'a
Ne doit pas être confondu avec Nisgha.
Les Nisga'a (/nisqaʔa/) sont un peuple autochtone des Premières Nations au Canada. Ils vivent dans la vallée du fleuve Nass dans le Nord-Ouest de la Colombie-Britannique. 

## Organisation
La société Nisga'a est organisée en quatre clans: Ganhada, Gispwudwada, Laxgibuu et Laxsgiik. 
Les Nisga'a sont au nombre d'environ 6 000 personnes. En Colombie-Britannique, la Nation est représentée par quatre villages et trois sociétés urbaines :
- Gitlakdamix
- Gitwinksihlkw
- Laxgalts'ap
- Gingolx
- Terrace
- Prince Rupert/Port Edouard
- Vancouver

Environ 2 500 habitants vivent dans la vallée de la Nass (dans quatre villages), et 3 500 autres vivent ailleurs au Canada, et dans le monde entier (principalement dans les trois sociétés urbaines).

## Traité
Le 13 avril 2000, une revendication des terres a été réglée entre les Nisga'a, le gouvernement de Colombie-Britannique, et le Gouvernement du Canada. Dans le cadre de la colonisation dans la vallée de la rivière Nass près de 2 000 km2 de terres ont été officiellement reconnues Nisga'a, et 300 000 dam3 d'eau a également été créé. Le parc national du glacier de l'ours a également été créé à la suite de cet accord. La revendication des terres a été le premier traité formel entre les Premières Nations et province de la Colombie-Britannique depuis l'époque coloniale.